# Biegacz złocisty
Biegacz złocisty (Carabus auratus) – gatunek owada drapieżnego z rodziny biegaczowatych z rzędu chrząszczy. Występuje szeroko w zachodniej i środkowej Europie. Przez terytorium Polski przebiega wschodnia granica jego występowania. Pospolitszy na północy i północnym zachodzie Polski. Niekiedy można go spotkać w górach.

## Opis

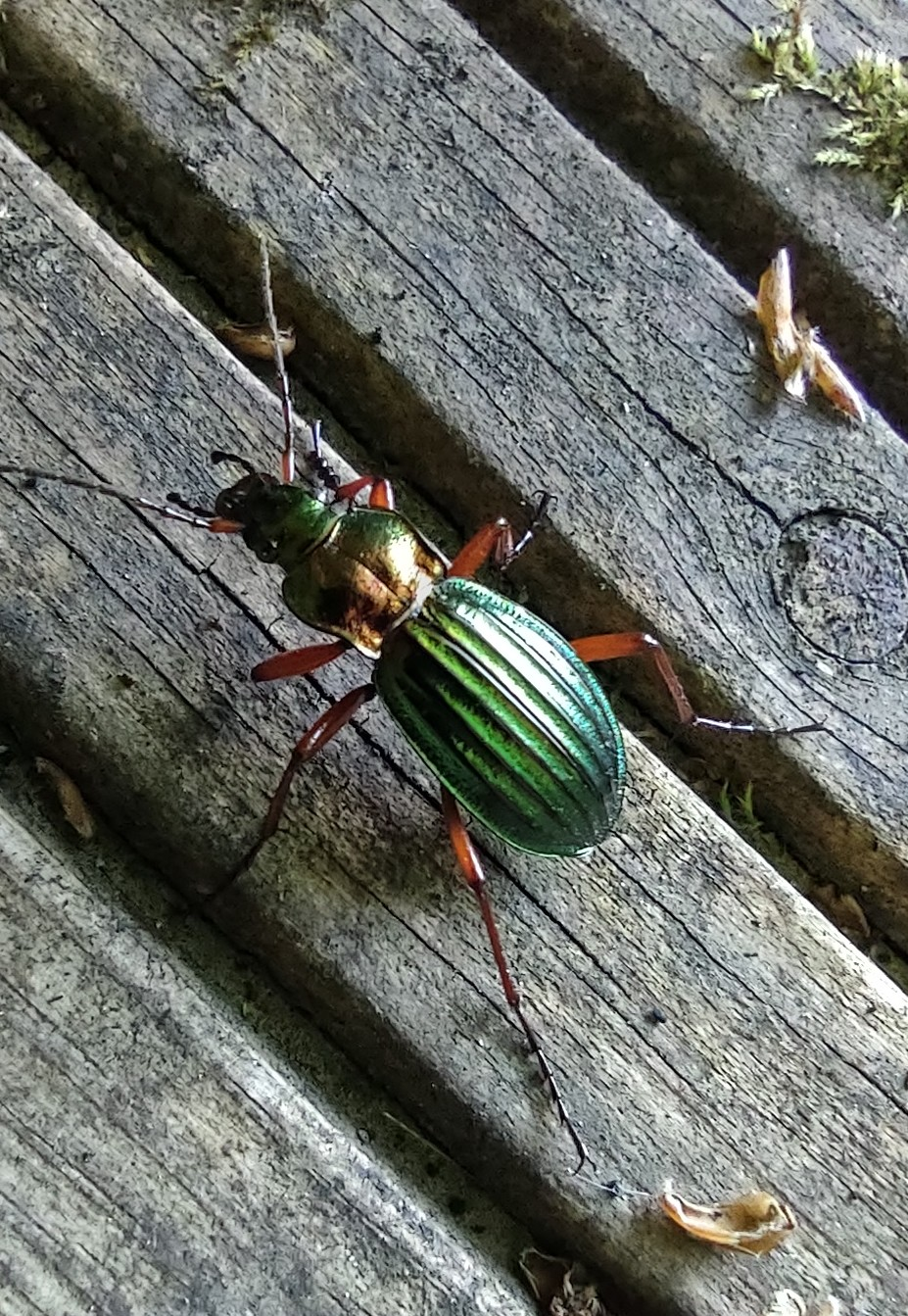

BudowaSmukły owad o budowie przystosowanej do szybkiego poruszania się. Przeciętna długość ciała wynosi od 1,7 do 2,7 cm. Zielonozłociste pokrywy odbłyskujące metalicznie mają widoczne żebrowanie na powierzchni w formie trzech szerokich wzdłużnych rowków, bez kropek. Brzegi pokryw połyskują złocistoczerwono lub złocistożółto. Nogi silne, pierwsze cztery człony czułków, głaszczki i nogi oprócz stóp są żółtoczerwone.
BiotopZazwyczaj występuje  na polach i łąkach, niekiedy na skraju lasów. Unika jednak samych lasów i rzadko wchodzi na drzewa. Zimuje pod kamieniami lub w mchu.
Tryb życiaAktywny podczas dnia. Poluje na owady i ich larwy, dżdżownice, ślimaki oraz inne  drobne zwierzęta. Żeruje także na padlinie. Co jakiś czas pobiera pokarm roślinny.
RozwójJaja składane na ziemi. Tego samego lata larwy przeobrażają się w poczwarki, które z kolei po upływie dwóch do trzech tygodni spoczynku stają się owadami doskonałymi. Pełny okres rozwoju trwa ok. 80 dni. Żyje dwa lata.